# نش ۳۶۱۹
سیارک ۳۶۱۹ (به انگلیسی: 3619 Nash، نامگذاری:1981EU35) سه هزار و ششصد و نوزدهمین سیارک کشف شده‌است که در ۲ مارس ۱۹۸۱ کشف شد.
قدر مطلق سیارک برابر ۱۳٫۹۰ است.